# Boussole d'inclinaison

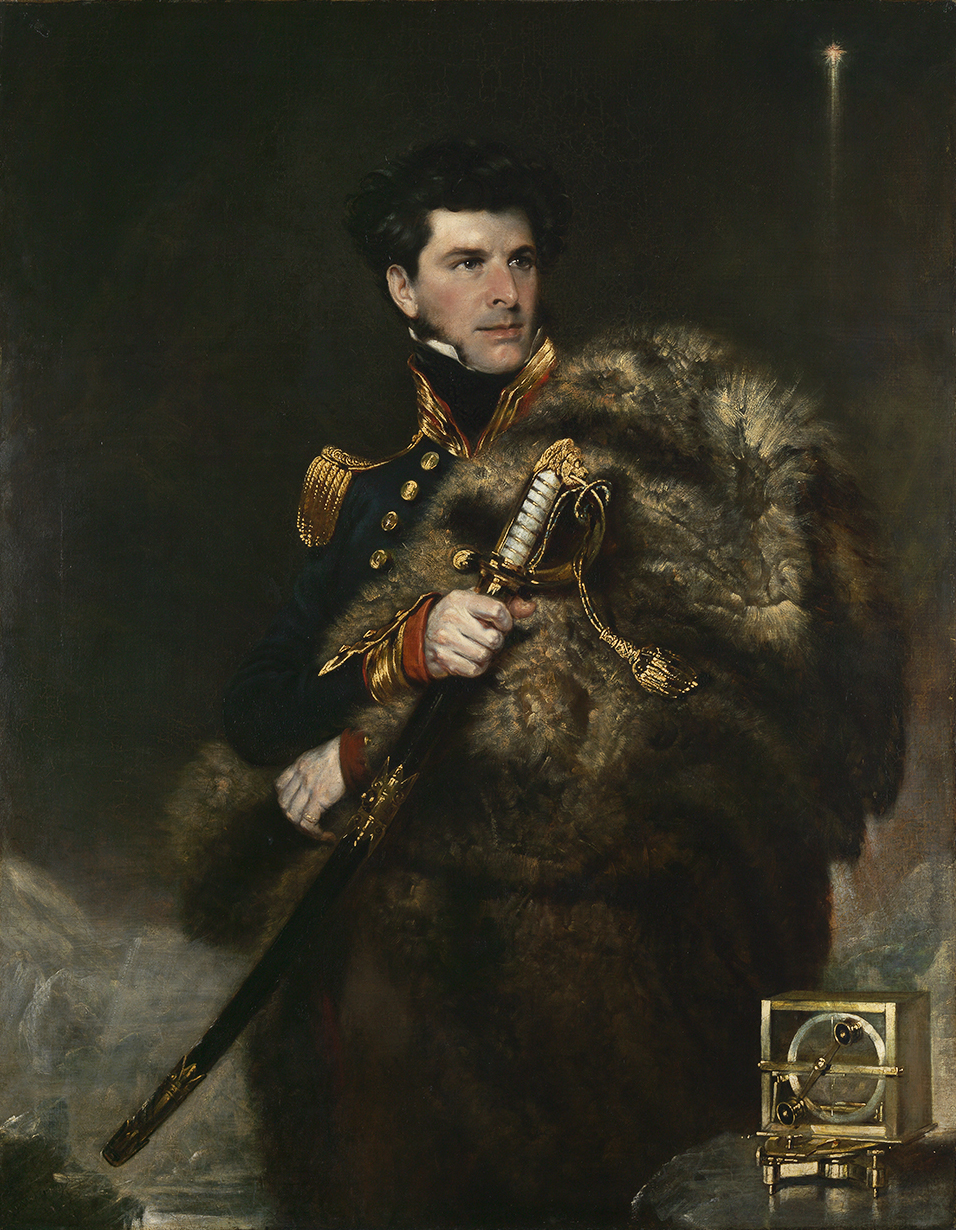
Portrait de James Clark Ross avec la boussole d'inclinaison dont il s'est servi pour découvrir le pôle Sud magnétique.

La boussole d'inclinaison (anglais : « dip circle ») est un instrument utilisé pour mesurer l'angle entre l'horizon et le champ magnétique terrestre. Il a été utilisé en navigation, en exploitation minière et en prospection, ainsi que pour l'étude du magnétisme.
Les principales avancées technologiques réalisées autour de cet instrument l'ont été par Shen Kuo, Georg Hartmann, Robert Norman et Robert Were Fox.

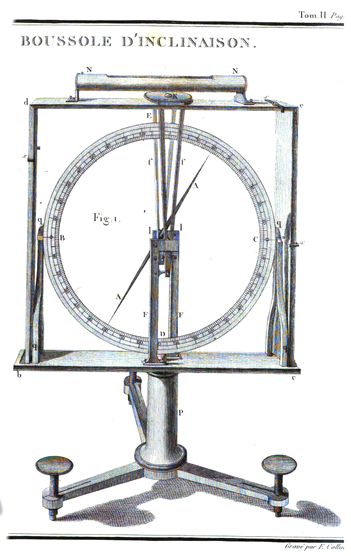
Boussole d'inclinaison utilisée par Antoine Bruny d'Entrecasteaux pendant ses recherches de l'expédition de La Pérouse.